# Thomas Place

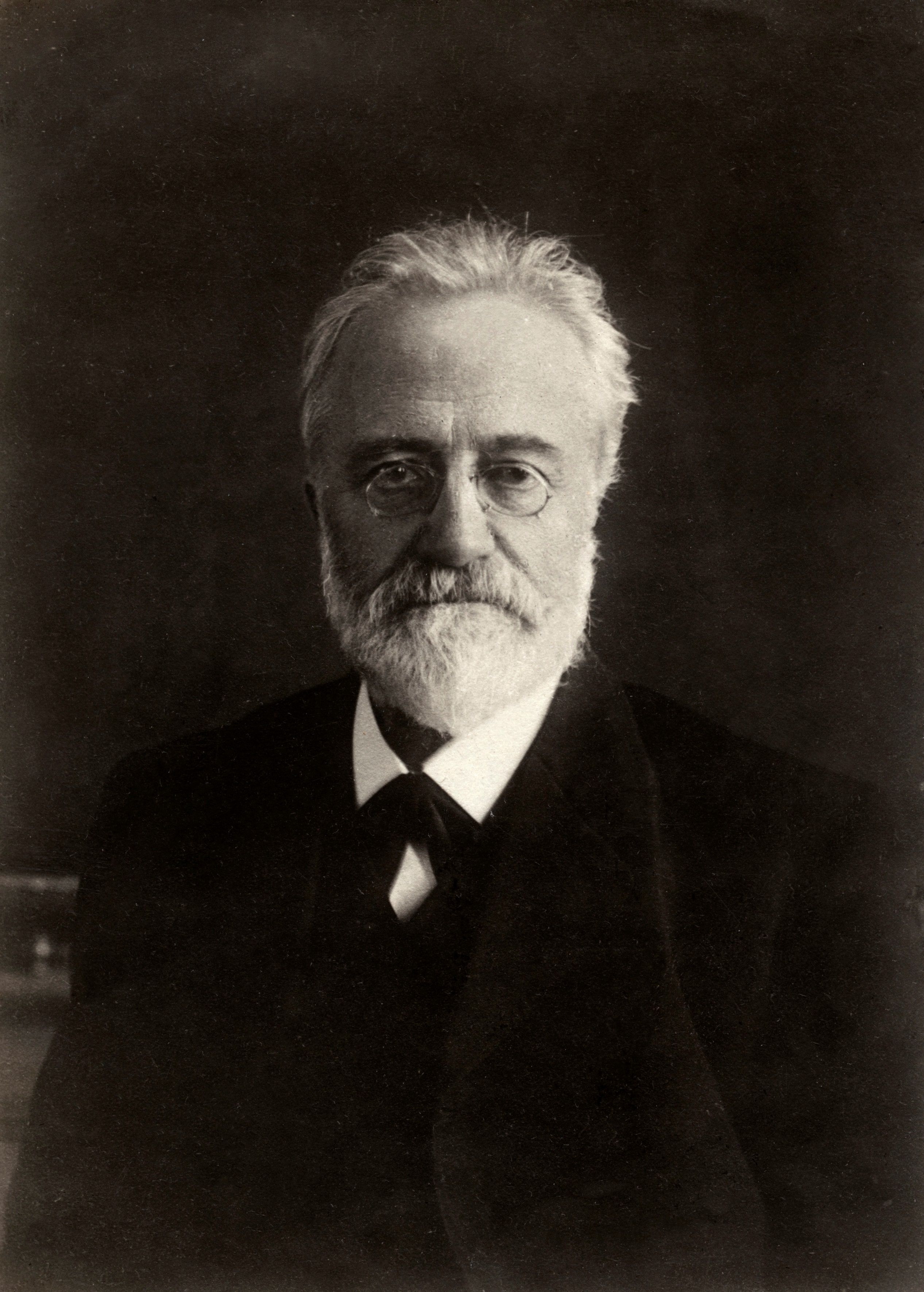
Thomas Place (nach 1900)

Thomas Place (* 13. Dezember 1842 in Zeist; † 22. August 1911 in Amsterdam) war ein niederländischer Physiologe und Hochschullehrer.

## Leben
Thomas Place besuchte das Gymnasium in Utrecht, studierte ab 1860 an der Universität Utrecht Medizin, promovierte am 29. Juni 1867 unter dem Rektor Willem Koster in Utrecht bei Frans Cornelis Donders mit seiner Dissertation De contractie-golf der willekeurige spieren und wurde anschließend Assistent beim niederländischen Mediziner und Biochemiker Adriaan Heynsius an der Universität Leiden. Anschließend wirkte er ab 1871 als Professor für Physiologie und Histologie am Athenaeum Illustre Amsterdam und von 1877 bis 1909 an dessen Nachfolgeeinrichtung, der Universiteit van Amsterdam.
Thomas Place wurde am 4. Mai 1875 in die Königlich Niederländische Akademie der Wissenschaften und am 30. September 1888 unter der Matrikel-Nr. 2733 als Mitglied in die Kaiserliche Leopoldino-Carolinische Deutsche Akademie der Naturforscher aufgenommen.
Zu seinen Schülern gehörten der Anatom Jan Boeke und der Physiologe Hendrik Zwaardemaker.

## Schriften
- De contractie-golf der willekeurige spieren . Dissertation, Weijer, Utrecht 1867 (google.de)